# Isla Dawn
 (octobre 2024).
Si vous disposez d'ouvrages ou d'articles de référence ou si vous connaissez des sites web de qualité traitant du thème abordé ici, merci de compléter l'article en donnant les références utiles à sa vérifiabilité et en les liant à la section « Notes et références ».
Courtney Florence Stewart (née le 2 février 1994 à Glasgow) est une catcheuse (lutteuse professionnelle) écossaise. Elle est connue pour son travail à la World Wrestling Entertainment sous le nom d'Isla Dawn.
Isla Dawn a gagnée le WWE Women's Tag Team Championship ainsi que le NXT Tag Team Championship en étant par ailleurs la dernière. Elle et Alba Fyre sont les secondes superstars de l'histoire à avoir gagné à la fois les Titres par Équipe de la NXT et les Titres par Équipe de la WWE.

## Jeunesse
Courtney Stewart a fait ses études au Glasgow Clyde College.
Avant de commencer sa carrière dans le catch, Courtney suivait une formation pour devenir danseuse.

## Carrière de catcheuse

### Circuit Indépendant (2013–2018)
Scottish Wrestling Alliance (2013–2016)
Le 21 décembre 2013, Courtney a fait ses débuts au Tidal Wrestling en battant Nikki Storm. Elle revient 2 mois plus tard dans la continuité de sa rivalité avec Nikki Storm dans un match par équipe mixte qu'elle va perdre. Puis le 28 octobre dans un match par équipe mixte, elle bat l'équipe de Joe Hendry. C'est en 2015, qu'Isla Dawn participe à son premier match de qualification pour un titre lors de SWA Autumn Tour dans un Royal Rumble à 30.
ICW: Fierce Females (2014, 2016)
Courtney fit son premier match à la ICW en avril 2014 en battant Fiona Fraser. Plus tard, en avril 2016, elle affronta la championne ICW où elle terminera le match sans récupérer le titre.
Scottish Wrestling Alliance: Source (2014-2017)
Ses débuts à la SWA: Source, en mars 2014, furent un succès puisqu'elle remporta très rapidement son match face à Sami Jayne. Après cela, elle enchaina de multiples défaites jusqu'en janvier 2017 où elle fit son retour avec son nouveau nom de scène, Isla Dawn.
Tournée en Europe
Le 3 mars 2016, lors d'un évènement de Reckless Intent, Isla Dawn a battu Nikki Storm (Nikki Cross) lors du premier match féminin de la compagnie. Stewart a participé au tout premier évènement 100% féminin organisé par Pro-Wrestling EVE à Londres le 20 mars 2016 en perdant face à April Davids.
Tournée aux États-Unis (2016-2017)
Aux États-Unis, Isla Dawn a participé à deux évènements de I Believe in Wrestling, BELIEVE 130 et 131, ainsi qu'à quelques évènements de American Combat Wrestling. En mai 2017, Courtney débute à la Atlanta Wrestling Entertainment et reste invaincu jusqu'en septembre où, lors de son dernier match dans la compagnie, elle subit sa première défaite face à Kamilla Kaine.
Enfin, elle annonça sa participation au tournois Five Star : Grand Prix à la World Wonder Ring Stardom au Japon. Elle terminera ce tournoi avec deux victoires et quatre défaites.

### World Wrestling Entertainment (2018-2025)

#### NXT UK(2018–2022)
Le 6 novembre 2017 à Raw, elle fait ses débuts dans le show rouge en tant que catcheuse locale, sous le nom de Stacy Coates, dispute son premier match, mais perd face à Asuka.  
Le 25 juin 2018 à WWE United Kingdom Championship Tournament, elle fait ses débuts à NXT UK, sous le nom d'Isla Dawn, dispute son premier match, mais ne devient pas aspirante no 1 au titre féminin, battue par Toni Storm dans un Triple Threat match qui inclut également Killer Kelly. 
Le 31 octobre à NXT UK, elle dispute son premier match solo, mais perd face à Nina Samuels. 
Le 1er avril 2021 à NXT UK, elle effectue un Heel Turn, car attaque Emilia McKenzie.

#### Débuts àNXTet championne par équipes deNXTavec Alba Fyre (2022–2023)
Le 15 novembre 2022 à NXT, elle fait ses débuts dans le show jaune, interfère dans le |Last Women Standing match entre la championne de NXT, Mandy Rose et son aspirante, Alba Fyre et asperge du Black Mist sur la seconde catcheuse, ce qui permet à la première de conserver sa ceinture. Le 6 décembre à NXT, elle dispute son premier match et bat Thea Hail. 4 soirs plus tard à NXT Deadline, elle bat sa compatriote. 
Le 31 janvier 2023 à NXT, cette dernière effectue un Heel Turn, forme officiellement une alliance avec elle qui a fait une promo pour lui proposer de la rejoindre, et elles deviennent The Unholy Union. 
Le 1er avril à NXT Stand & Deliver, les deux catcheuses deviennent les nouvelles championnes par équipes de NXT en battant Fallon Henley et Kiana James et remportent les titres pour la première fois de leurs carrières.

#### Draft àSmackDown,Rawet championne par équipes (2023-2025)
Le 28 avril à SmackDown, lors du Draft, elles sont annoncées être officiellement transférées au show bleu par Road Dogg. Le 23 juin à SmackDown, elles ne remportent pas les ceintures féminines par équipes et ne conservent pas leurs ceintures, battues par Ronda Rousey et Shayna Baszler par soumission.
Le 29 avril 2024 à SmackDown, lors du Draft, elles sont annoncées être officiellement transférées à Raw. Le 15 juin à Clash at the Castle, elles deviennent les nouvelles championnes par équipes en battant Shayna Baszler et Zoey Stark, Jade Cargill et Bianca Belair dans un Triple Threat Tag Team match et remportent les titres pour la première fois de leurs carrières.
Le 31 août à Bash in Berlin, elles ne conservent pas leurs ceintures, battues par leurs mêmes secondes adversaires dans un match revanche.
Le 8 février 2025, elle annonce son licenciement de la WWE.

### All Elite Wrestling (2025-...)
Le 23 août à Collision, elle fait ses débuts à la All Elite Wrestling en tant que Face, dispute son premier match, mais perd face à Megan Bayne[réf. nécessaire].

## Palmarès
- World Wrestling Entertainment
  - 1 fois championne par équipes de NXT - avec Alba Fyre
  - 1 fois championne par équipes - avec Alba Fyre